# Ульяновка (Окнянский район)
Ульяновка (укр. Улянівка) — село, относится к Окнянскому району Одесской области Украины.
Население по переписи 2001 года составляло 49 человек. Почтовый индекс — 67950. Телефонный код — 4861. Занимает площадь 0,108 км². Код КОАТУУ — 5123180806.

## Местный совет
67950, Одесская обл., Окнянский р-н, с. Гулянка